# هيكتور جيمينيز
هيكتور جيمينيز (بالإسبانية: Héctor Jiménez)‏ هو منتج أفلام وممثل مكسيكي، ولد في 13 ديسمبر 1973 بتيخوانا في المكسيك.

## أعمال

### أفلام
- (2007) الخنازير البرية[2]

## وصلات خارجية
- هيكتور جيمينيز على موقع IMDb (الإنجليزية)
- هيكتور جيمينيز على موقع قاعدة بيانات الأفلام العربية
- هيكتور جيمينيز على موقع قاعدة بيانات الأفلام العربية
- هيكتور جيمينيز على موقع ألو سيني (الفرنسية)
- هيكتور جيمينيز على موقع أول موفي (الإنجليزية)
- هيكتور جيمينيز على موقع قاعدة بيانات الأفلام السويدية (السويدية)
- هيكتور جيمينيز على موقع إن إن دي بي (الإنجليزية)
- هيكتور جيمينيز على موقع قاعدة بيانات الفيلم (الإنجليزية)
- هيكتور جيمينيز على موقع كينوبويسك (الروسية)